# Pamjatniki russkoi duchownoi musyki
Pamjatniki russkoi duchownoi musyki (russisch Памятники русской духовной музыки; wiss. Transliteration Pamjatniki russkoj duchovnoj muzyki; Monuments of Russian sacred music, auf Deutsch: Denkmäler der russischen geistlichen Musik) ist eine Reihe mit russischer Kirchenmusik, die seit 1991 bei Musica Russica, Washington, D.C. erscheint (DB-ID: 22719799).
Der russische Experte für Choralmusik Vladimir Morosan hat eine der größten und vollständigsten Sammlungen von russischen Choralwerken zusammengestellt, die die Grundlage für diese Reihe bildete. Sein Buch „Choralaufführung im vorrevolutionären Russland“ (1986) gilt als grundlegendes Werk zu dem Thema.

## Inhaltsübersicht
- 1. Morosan, Vladimir: One thousand years of Russian church music : 988 – 1988. Washington, DC : Musica Russica, 1991; ISBN 0-9629460-0-1 / Памятники русской духовной музыки. Тысяча лет русской церковной музыки. Серия 1. Том 1. Нотные материалы. Вашингтон, 1991 / 1000 лет рус. церк. музыки / Под ред. В. Морозана

- 13. Titel: Vasily Titov and the Russian baroque; selected choral works; Vasilij Titov i russkoe barokko : izbrannye chorovye proizvedenija. Madison, Conn.; Musica Russica; c 1995; ISBN 0-9629460-3-6 / transcribed and ed. by Olga Dolskaya; [Partitur]